# مکرتیچ غارداشیان
مکرتیچ مارتیروسی غارداشیان (ارمنی: Մկրտիչ Մարտիրոսի Գարդաշյան؛ روسی: Мкртыч Мартиросович Гардашьян؛ زادهٔ ۱۸۹۴ - ۱۹۳۸) یک پزشک و سیاستمدار اهل ارمنستان است که از تاریخ ۱۹۲۸ تا تاریخ ۱۹۳۱ سمت کمیسر مردمی (وزیر) بهداشت عموی جمهوری شوروی سوسیالیستی ارمنستان و از تاریخ ۱۹۳۵ تا تاریخ ۱۹۳۷ سمت ریاست دانشگاه دولتی پزشکی روستوف را بر عهده داشت.

## زندگی‌نامه
وی در ۱۸۹۴ به دنیا آمد و از دانشگاه دولتی تفلیس و دانشگاه دولتی مسکو فارغ‌التحصیل شد.  وی در ۱۹۳۸ در جریان پاکسازی بزرگ در سن ۴۴ سالگی دستگیر و تیرباران شد.